# Yung Bans
Yung Bans, pseudonimo di Vas Coleman (Saint Louis, 25 maggio 1999), è un rapper e compositore statunitense.

## Biografia
Vas Coleman è nato a Saint Louis, nel Missouri, ed è cresciuto ad Atlanta, in Georgia. Ha frequentato la scuola superiore Langston Hughes.

## Carriera
Coleman inizia a rappare in prima media sotto lo pseudonimo di Ban Boy, tuttavia decide di fare della sua passione una carriera durante il periodo al liceo. Il suo primo singolo è stato fatto in collaborazione col collega rapper Playboi Carti ed è intitolato 4Tspoon, uscito il 21 maggio 2015. Più tardi, a novembre di quell'anno, lui e Ski Mask the Slump God partecipano come featuring nel singolo ILOVEITWHENTHEYRUN del rapper XXXTentacion. Nel 2016, Coleman collabora nel singolo Damage di Smokepurpp. Il singolo è stato pubblicato il 23 novembre 2016. Il 22 dicembre 2016, Coleman pubblica il suo secondo singolo Right Through You. Nell'aprile 2017 collabora con il rapper svedese Yung Lean nel singolo No Mercy.
Dopo l'uscita dei suoi primi due extended play intitolati Yung Bans e Yung Bans Vol. 2 a dicembre 2017, Coleman inizia ad ottenere più riconoscimenti.
Nel 2018, Coleman pubblica tre seguiti della serie: Yung Bans Vol. 3, Yung Bans Vol. 4 e Yung Bans Vol. 5. Nel novembre dello stesso anno, Coleman collabora col collega rapper Jasiah sul brano Shenanigans, prodotto da Jasiah e Ronny J.
Il 4 luglio 2019, Coleman annuncia il suo album di debutto Misunderstood, rivelando anche la copertina. Il giorno dopo svela la data d'uscita fissata per il 24 luglio, la tracklist e i featuring che comprendono YNW Melly, XXXTentacion, Gunna, Young Thug, Future e altri. Il 24 luglio 2019, Coleman pubblica Misunderstood su tutti i principali servizi in streaming.

## Discografia

### Album in studio
- 2019 – Misunderstood

### EP
- 2017 – Yung Bans
- 2017 – Yung Bans Vol. 2
- 2018 – Yung Bans Vol. 3
- 2018 – Yung Bans Vol. 4
- 2018 – Yung Bans Vol. 5